# 콘라트 추제
콘라트 추제(Konrad Zuse, 1910년 6월 22일 - 1995년 12월 18일)는 독일의 전자공학자이자 컴퓨터과학자이다. 그는 최초의 튜링 완전 계산기인 Z3를 설계하였다. 또한, Z3의 후속작인 Z4를 판매하는 회사를 차려, Z4는 세계 최초의 상업용 컴퓨터가 되었다.

## 젊은 시절
추제는 1910년 6월 22일 베를린에서 태어났다. 베를린 공과대학교에서 공학과 건축을 공부하였으나, 토목공학에 더 큰 흥미를 느꼈다고 한다. 졸업 후에는 포드 모터 컴퍼니에 잠시 몸담았다가 헨셸사로 옮겨 비행기 설계사로 일했다. 비행기를 설계하기 위해서는 수많은 계산을 손으로 해야 했으므로, 이 때부터 복잡한 계산을 수행해주는 기계를 꿈꿨다.
1935년부터 추제는 베를린에 있는 부모님의 아파트에서 실험적인 계산 기계를 제작하기 시작했다. 1937년에는 폰 노이만 구조와 유사한 내용의 특허를 제출했다. 1938년 완성된 첫 번째 작품 Z1은 부동소수점 연산을 수행하는 기계식 계산기로, 35mm 필름에서 명령어를 읽어들일 수 있어 일부 제한적인 프로그래밍이 가능했다. 그러나 Z1과 그 설계도는 제2차 세계 대전 중 영국의 베를린 폭격으로 인해 유실되었다. Z1은 이후 1989년 지멘스 사의 지원을 받아 추제 본인의 손으로 복원되었다.

## Z2, Z3 및 Z4
제2차 세계 대전이 발발한 1939년 추제는 독일군에 입대하였다. 추제의 독일군의 재정적 도움을 받아 전자계전기를 바탕으로 한 Z1의 후속작을 설계하였다. 1940년 9월 추제는 Z2를 완성하여 독일 항공 연구소(독일어: Deutsche Versuchsanstalt für Luftfahrt)에 시연하였다.
1941년 Z2의 기본 설계를 발전시킨 Z3가 완성되어, 5월 12일에 일반에 공개되었다. Z3는 22 비트의 이진 부동소수점 연산을 할 수 있었고, 전자계전기로 만들어진 연산장치와 기억장치가 달려 있었다. 반복문은 있었지만 조건 분기 명령은 없었다. 그럼에도 불구하고 Z3는 튜링 완전 컴퓨터였다. 컴퓨터를 실용적으로 활용하는데 관심이 있었던 추제는 Z3가 튜링 완전이라는 것을 증명하는 데는 관심이 없었으며, 이 사실은 그의 사후인 1998년에 증명되었다.
Z3의 후속작인 Z4를 연구하던 중, 베를린에 있던 그의 연구실과 부모님의 아파트가 차례로 영국의 폭격을 받았다. 이로 인해 Z1과 Z2가 파괴되었으나, 제작 중이던 Z4는 급히 베를린에서 탈출시킬 수 있었다.
전쟁 후 독일의 경제 사정으로 인해 Z4의 연구는 1949년까지 중단되었다. 1949년 ETH 취리히에 Z4를 한 대 판매하여, Z4는 세계 최초의 상업용 컴퓨터가 되었다.

## 플란칼퀼
추제는 1948년 최초의 고급 프로그래밍 언어 플란칼퀼을 고안하였다. 그러나 플란칼퀼은 실제 컴퓨터로 구현되지 않았으므로 초기 프로그래밍 언어의 발전에 직접적인 영향을 끼치지는 못하였다.

## 사망
추제는 1995년 12월 18일 심장마비로 사망했다.

## 학계와의 교류
1936년부터 1945년까지, 추제는 초창기 컴퓨터 과학을 연구하던 다른 수학자나 공학자들과 완전히 독립적으로 연구를 진행했다. 그로 인해 컴퓨터 과학의 주류였던 영국과 미국의 학자들은 오랜 시간동안 추제의 연구에 대해 잘 알지 못했다. 그러나 IBM은 1946년 추제의 특허들을 구입한 기록이 있어, 그의 연구에 대해 어느 정도 알고 있었던 것으로 보인다.